# Заболотский, Пётр Петрович
Пётр Петро́вич Заболо́тский (1842 — после 1915) — русский исторический и портретный живописец, представитель петербургского академизма пореформенной эпохи, иконописец; сын и ученик Петра Ефимовича Заболотского. Выпускник Императорской Академии художеств (1866), фигурант событий «бунта четырнадцати». Статский советник.

## Биография

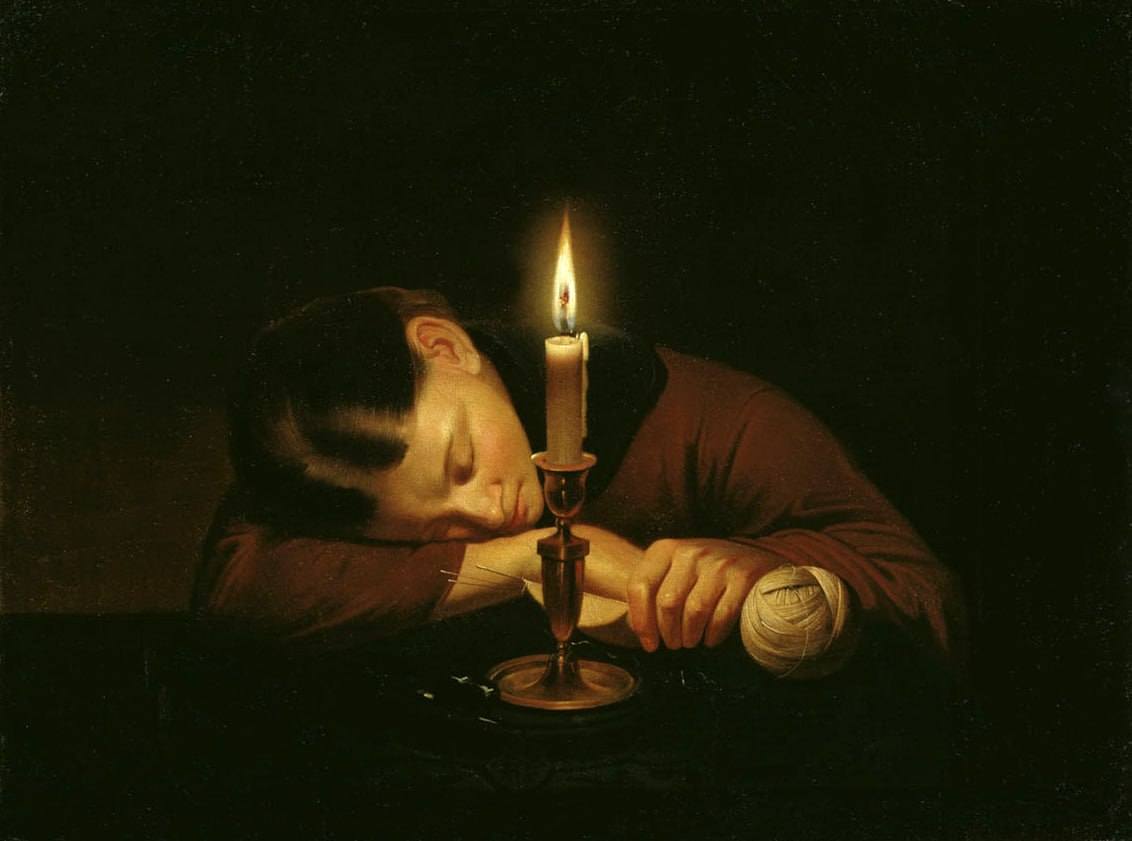
«Уснула». 1867
Музей-усадьба Николая Ярошенко, Кисловодск

С 1858 года состоял вольноприходящим учеником Императорской Академии художеств по классу исторической живописи профессора А. Т. Маркова. За время обучения был награждён малой золотой медалью и — по 2 раза — малой и большой серебряными.
В 1863 году он поначалу участвовал в «бунте четырнадцати» против условий конкурса Академии, но вскоре отказался от своей позиции и единственный согласился участвовать на условиях Академии. Однако было решено не проводить конкурс при одном участнике. За программу «Обращение Владимира в христианство» получил звание классного художника 1-й степени (1866).
В отличие от многих «бунтарей», Заболотский так и не получил звания академика, несмотря на то, что ему позировала императорская чета: в 1883 году он написал портрет императрицы Марии Федоровны, а в 1889 году — портрет Александра III.
На счету Заболотского портреты многих дворян, он также написал иконы для петербургских Косьмодамианской церкви Саперного батальона, Сергиевского всей артиллерии собора, домовой церкви Приюта принца Ольденбургского. Заболотский преподавал в женских институтах Ведомства учреждений императрицы Марии, в 1908 году стал статским советником. Художник жил в Петербурге в том числе в доме 58 на Лиговском проспекте и доме 1 на Ярославской улице.

## Галерея

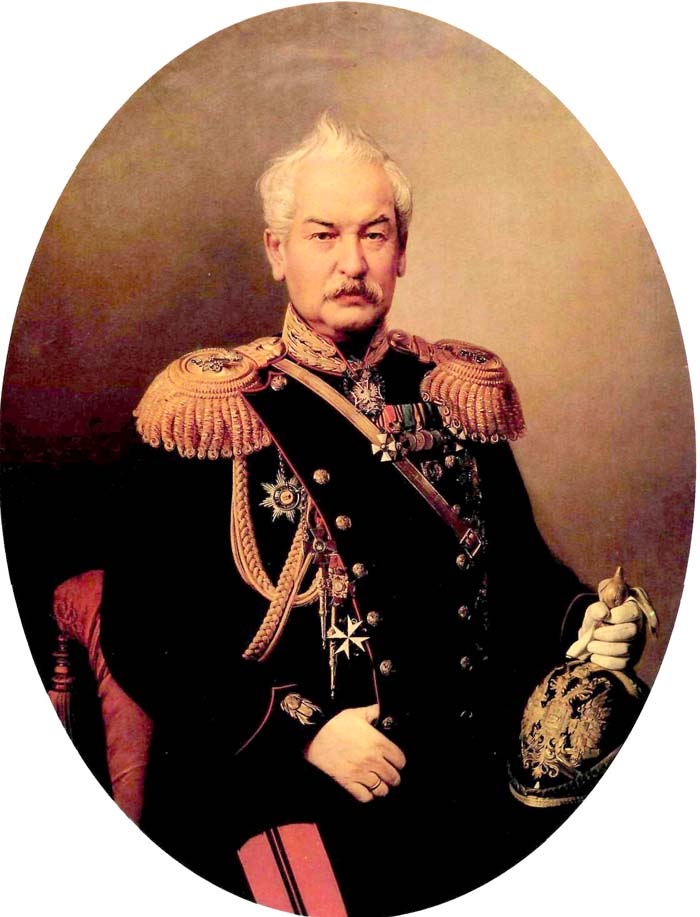
«Портрет генерала от артиллерии В. М. Шварца», 1875
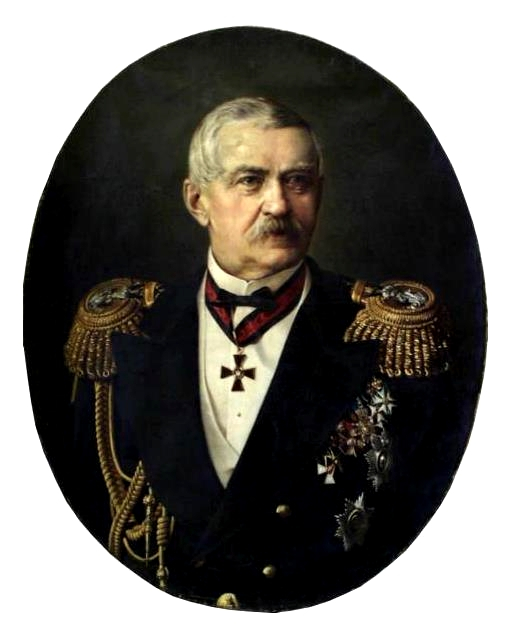
«Портрет адмирала Л. Л. Гейдена», 1878, Владимиро-Суздальский музей-заповедник
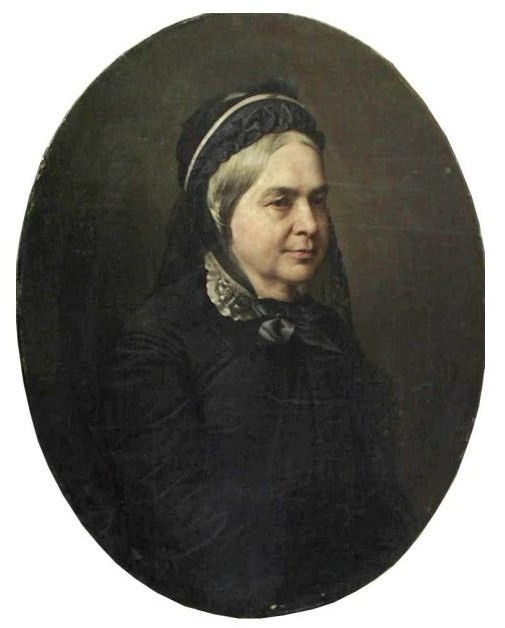
«Портрет неизвестной» (А. И. Гейден), 1879, Владимиро-Суздальский музей-заповедник
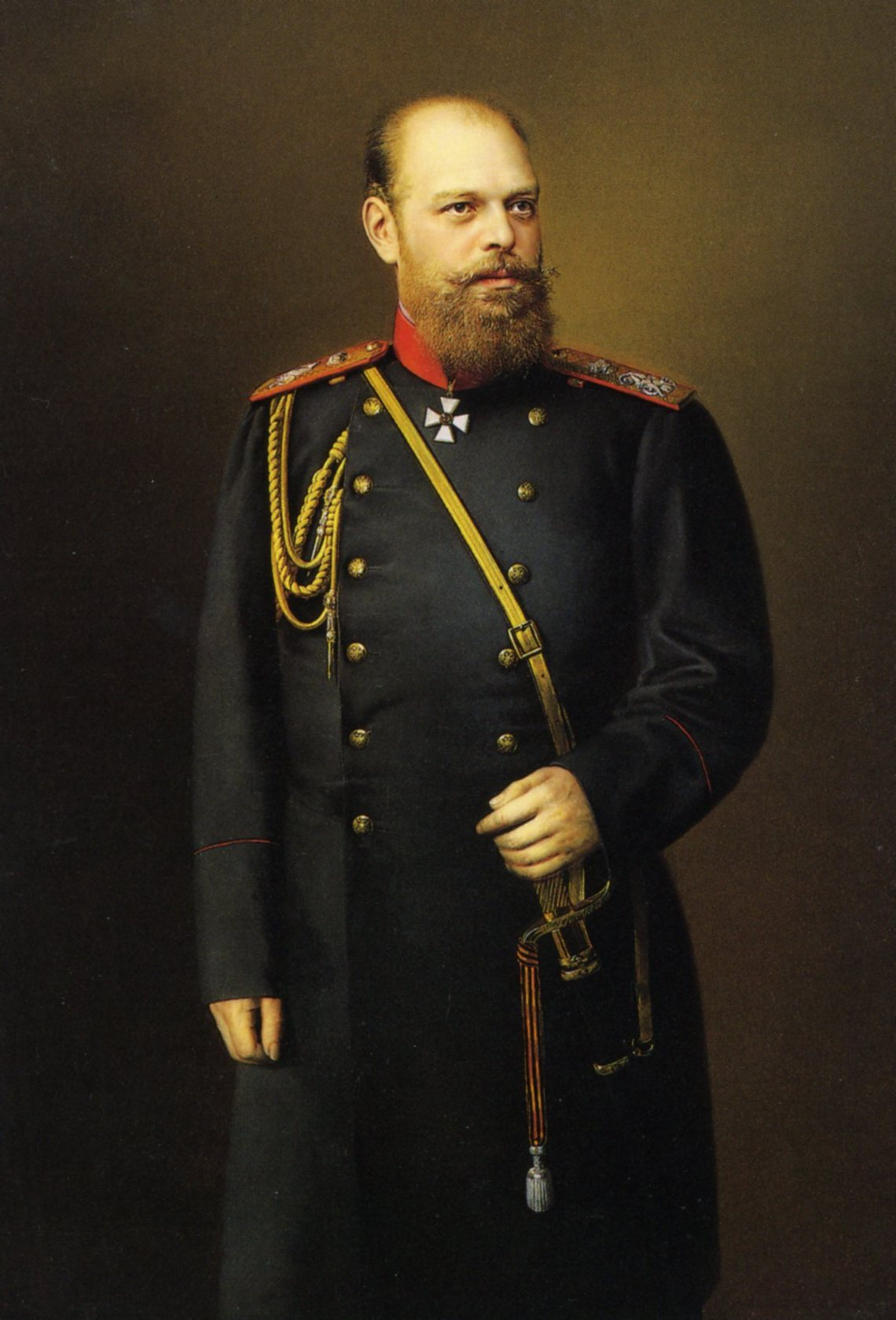
«Портрет Александра III», 1889, Русский музей
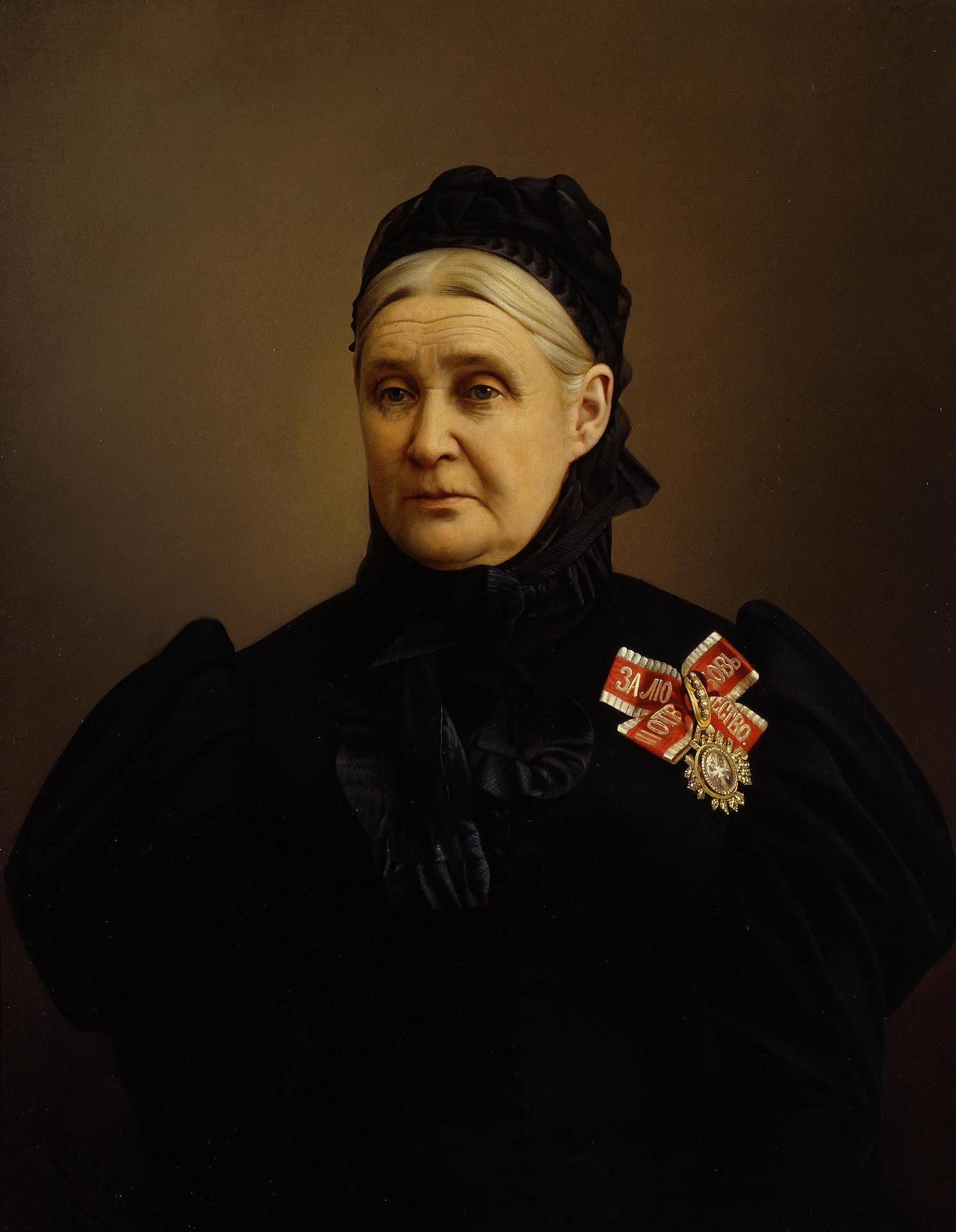
«Портрет пожилой женщины» (М. П. Новосильцевой), 1902, Эрмитаж